# St. Ulrich (Schenkenzell)

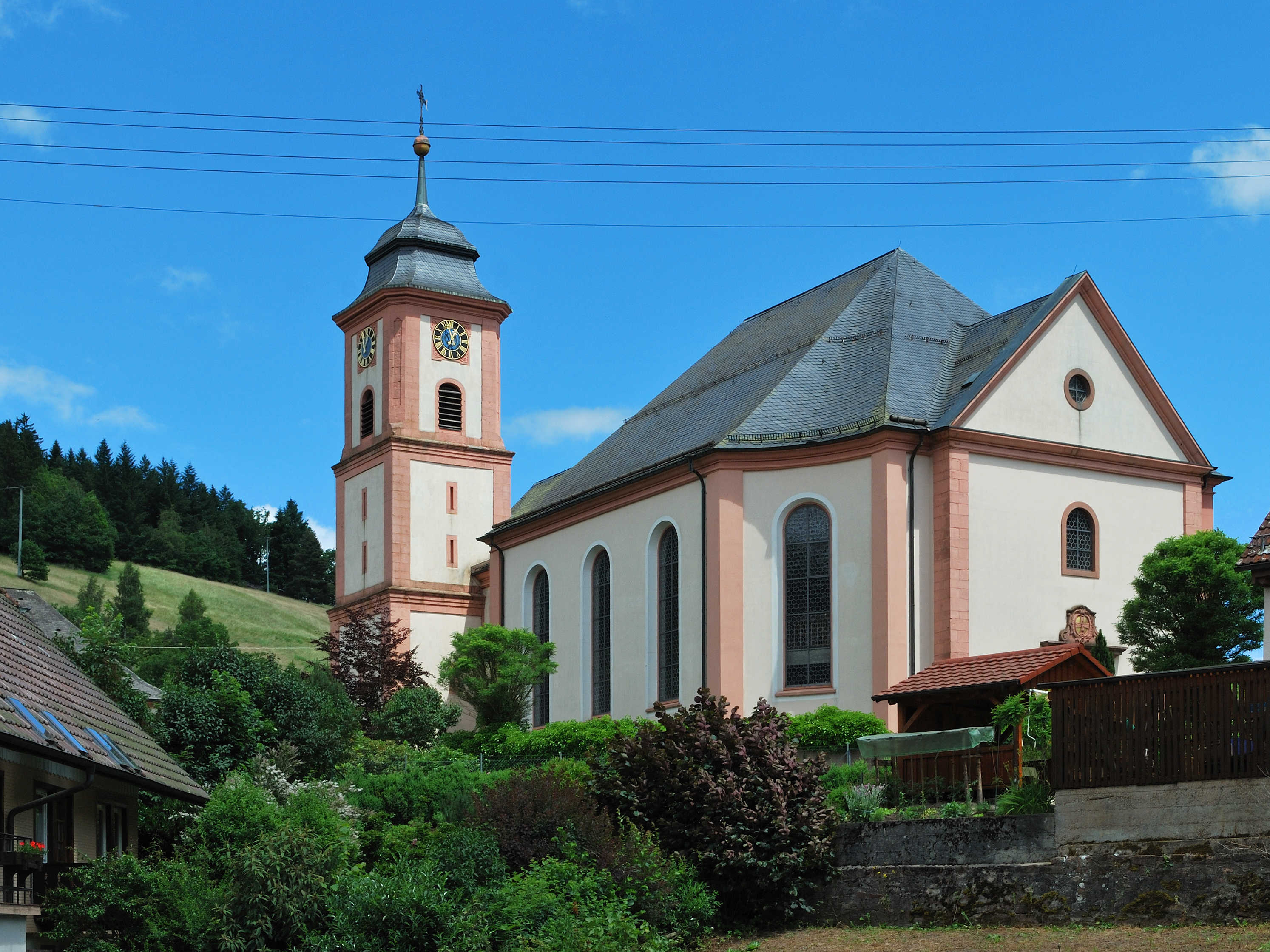
St. Ulrich von Nordwest

St. Ulrich ist die römisch-katholische Pfarrkirche von Schenkenzell im oberen Kinzigtal, im Landkreis Rottweil von Baden-Württemberg gelegen. Die Pfarrgemeinde bildet mit St. Johannes der Täufer in Schiltach und Allerheiligen in Wittichen die Seelsorgeeinheit Kloster Wittichen und gehört seit der Dekanatsreform am 1. Januar 2008 zum Dekanat Offenburg-Kinzigtal im des Erzbistums Freiburg. Die Kirche besteht aus einem barocken Chor und Turm und einem nach dem Zweiten Weltkrieg entstandenen Langhaus. Ihre Geschichte und Gestalt hat u. a. der Offenburger Lehrer Werner Scheurer in einem Kirchenführer erforscht.

## Geschichte
Um das Jahr 1100 war das obere Kinzigtal noch kaum besiedelt. Bahnbrechend wirkten die Klöster, so das etwa 5 km östliche, 1099 gegründete Kloster Alpirsbach. Vögte waren die Grafen von Sulz, später die Herren von Geroldseck, sowie als Nachfolger der Zähringer die Grafen von Freiburg. Zum niederen Adel gehörten die Ritter auf der Schenkenburg. 1244 werden mit einem Heinrich, „pincerna de celle“, „Mundschenk von Zell“, Burg und Ort erstmals genannt, 1251 wieder mit „dominus Hermannus pincerne de Shenchenzelle“. Der Name „Schenken von Schenkenzell“ verschwindet Anfang des 14. Jahrhunderts. In den Jahren 1498 und 1500 verkauften die Geroldsecker Schenkenzell an den Grafen Wolfgang von Fürstenberg, und bei den Fürstenbergern ist der Ort geblieben, bis er im Gefolge des Reichsdeputationshauptschlusses 1806 ans Großherzogtum Baden gelangte.
Ein Pfarrer in Schenkenzell wird erstmals 1275 im Liber decimationis des Bistums Konstanz erwähnt:„Cella Pincerne. Plebanus residens ibidem iuratus dicit quadraginta libr. Argentinen. den. In redditibus“ – „Schenkenzell. Der daselbst residierende Pfarrer erklärt rechtsverbindlich 20 Pfund Straßburger Pfennige (Denare) als Einkommen.“ Das Kirchenpatronat lag seit 1331 bei dem Schenkenzeller Klarissenkloster Wittichen. Kirchlich kam St. Ulrich 1821 zum Erzbistum Freiburg.

## Baugeschichte
Ein Vorgänger der bestehenden Kirche wurde 1515 geweiht. Im 18. Jahrhundert machten Schäden und Platzmangel einen Neubau notwendig. Er entstand von 1774 bis 1780 nach Plänen des fürstenbergischen Baumeisters Franz Joseph Salzmann. Einen Teil der Kosten hatte als Patronatsherr das Kloster Wittichen zu tragen. Am 24. Juli 1784 wurden Kirche und Altäre von Wilhelm Joseph Leopold Willibald von Baden (Konstanzer Weihbischof von 1779 bis 1798) geweiht, der Hochaltar dem heiligen Ulrich von Augsburg, die Seitenaltäre der heiligen Maria vom Siege und den Vierzehn Nothelfern. Diese Altäre sind heute verloren (siehe unten).
So blieb St. Ulrich, mit größeren Renovierungen 1883 und 1938, bis man in den 1960er Jahren eine Erweiterung zu planen begann. „In jahrelangen Verhandlungen wurde mit dem Landesdenkmalamt um eine ‚salzmanngerechte‘ Neubaulösung gerungen.“ 1980 begannen die Arbeiten. Am 27. Februar 1983 erfolgte die Konsekration durch den Freiburger Erzbischof Oskar Saier.

## Gebäude
Max Wingenroth beschrieb 1908 die barocke Kirche in den Kunstdenkmälern des Grossherzogthums Baden:„Die heutige Kirche, malerisch auf einer kleinen Anhöhe im Ort gelegen, ist <...> einschiffig, flachgedeckt, mit Chor aus drei Seiten des Achtecks, der sich im Rundbogen gegen das Langhaus zu öffnet. Im Äußern ist der Bau nur durch die rundbogigen Fenster gegliedert. <...> In der Nordostecke von Langhaus und Chor steht der Turm, von quadratischem Grundriß, über dem Erdgeschoß noch in zwei Stockwerken aufsteigend, darüber die zweifache Dachkante.“
Damit sind auch der heutige Chor und Turm – beide unverändert – beschrieben. Der Turm verjüngt sich von Geschoss zu Geschoss nach oben. Ecklisenen und stark profilierte Gesimse aus rotem Sandstein betonen die Würfelform der Geschosse. Die Ecken des Glockengeschosses sind abgefast. „Akanthusreliefs, saubere Steinmetzarbeiten, umrahmen die Zifferblätter der Nord- und Südseite.“
Werk der 1980er Jahre sind, östlich an den Chor angebaut, die Sakristei und westlich das Langhaus, im Grundriss ein Rechteck. Seine vier Ecken sind abgerundet. „Der Baukörper wirkt dadurch trotz seiner enormen Maße fast schwerelos.“

## Ausstattung
Über dem in Salzmanns Stil gestalteten neuen Hauptportal im Westen weist das Wappen des Klosters Wittichen, ein Kreuz auf Goldgrund mit himmelwärts gerichteter Schwurhand, auf den Patronatsherrn hin.
Der heutige Hochaltar wurde 1807, die beiden heutigen Seitenaltäre wurden 1840 angeschafft. Sie stammen aus Oberndorf am Neckar, der Hauptaltar aus dem 1806 aufgelösten Augustinerkloster, die Seitenaltäre aus dem Oberndorfer Stadtteil Hochmössingen. Scheurer schreibt alle drei Altäre dem Bildhauer Johann Georg Weckenmann und dem Maler Johann Baptist Enderle zu, die beide im Oberndorfer Augustinerkloster tätig waren.
Im Hauptbild des Hochaltars übergibt Maria den Rosenkranz an die heilige Katharina von Siena und den heiligen Augustinus von Hippo, der hier den sonst zu dieser Szene gehörenden heiligen Dominikus vertritt. Das Oberbild zeigt das Pfingstwunder. Über dem Drehtabernakel liegt das Lamm auf dem Buch mit den sieben Siegeln (Offb 5,1 ), wieder darüber nährt der Pelikan seine Jungen mit seinem Blut, „Symbol der sich hier selbst verschenkenden Liebe“ Christi. Unter den Chorfenstern ergänzen Beichtstühle die barocke Ausstattung des Chores.
Das Hauptbild des linken Seitenaltars wurde 1841 bei der Versteigerung der barocken Altäre des Heilig-Kreuz-Münsters in Rottweil erworben. Es zeigt den Tod Marias. „Petrus mit der Sterbekerze in der Rechten fühlt mit der Linken den erlöschenden Pulsschlag, während schon Marias Seele in Begleitung jubilierender Engel in die Herrlichkeit des dreifaltigen Gottes aufgenommen wird.“ Das Oberbild zeigt die Enthauptung Johannes des Täufers (Mk 6,17–29 ).
Das Hauptbild des rechten Seitenaltars, 1738 signiert von Joseph Ignaz Schilling, zeigt die Steinigung des heiligen Stephanus (Apg 7,55-60 ), das Oberbild die Bekehrung des Saulus zum Paulus (Apg 9,1–18 ).
Auch die Kanzel, „Glanzstück der barocken Ausstattung“, stammt aus dem Oberdorfer Augustinerkloster, auch sie schreibt Scheurer Weckenmann und Enderle zu.
Die Orgel der Schenkenzeller Kirche wurde 1913 von Friedrich Wilhelm Schwarz mit 14 Registern erbaut und nach 1982 verändert.